# Mark Frankel
Mark Frankel (ur. 13 czerwca 1962, zm. 24 września 1996) – angielski aktor teatralny, telewizyjny i filmowy. 

## Życiorys

### Wczesne lata
Urodził się jako syn Davida Lionela Frankla i Grace Frankel. Jego ojciec był pilotem Royal Air Force. Jego babka była pianistką, a dziadek skrzypkiem i dyrygentem. Dorastał w Londynie. W wieku 10 lat po raz pierwszy wystąpił na profesjonalnej scenie, ale mając 16 lat zrezygnował z aktorstwa, aby skoncentrować się na nauce we Frensham Heights School. Kiedy miał 20 powrócił do teatru. Brał udział w licznych kursach i studiował pod kierunkiem Jacka Walzera z Actors Studio w Nowym Jorku. W tym momencie otrzymał trzyletnie stypendium w prestiżowej Webber Douglas Academy of Dramatic Arts (1986-89) w Londynie.
W 1990 roku jego starszy o trzy lata brat Joe zginął w wypadku lotniczym.

### Kariera
Podczas występu w sztuce, został zauważony przez brytyjskiego agenta i obsadzony w roli włoskiego artysty epoki Odrodzenia Michała Anioła w biograficznym dramacie telewizyjnym TNT Sezon gigantów (La primavera di Michelangelo) u boku Johna Glovera (jako Leonardo da Vinci), F. Murraya Abrahama (Juliusz II), Iana Holma (Wawrzyniec Wspaniały), Stevena Berkoffa (Girolamo Savonarola) i Ornelli Muti (Onoria). Potem zagrał postać hrabiego Grigorija Orłowa w miniserialu Młodość Katarzyny (Young Catherine, 1991) z Vanessą Redgrave (Elżbieta Romanowa), Christopherem Plummerem (Sir Charles Hanbury Williams), Julią Ormond (Katarzyna II Wielka) i Franco Nero (hrabia Michaił Woroncow). Pojawił się też w jednym z odcinków serialu ITV Maigret (Maigret and the Mad Woman, 1992) z Michaelem Gambonem. 
Występował także w przedstawieniach teatralnych w Londynie: Tramwaj zwany pożądaniem w roli Stanleya Kowalskiego, Dni Cavafy i Agamemnon w roli tytułowej oraz grał główne role w spektaklach: Rączki, Sentimental i Prywatna śmierć.
Frankel stał się światowej klasy tenisistą, który zdobył Monte Carlo Open. 
W 1991 roku poślubił producentkę reklam Caroline Besson, z którą miał dwóch synów: Fabiena (ur. 1994) i Maxa, który urodził się po jego śmierci.
Frankel był zapalonym motocyklistą i był szczególnie dumny ze swojego żółtego Harley Davidson, jednego z sześciu na świecie. To właśnie na tym motorze Mark Frankel 24 września 1996 roku zginął w wypadku w wieku 34 lat.

## Filmografia

### Filmy fabularne
- 1991: Sezon gigantów (A Season of Giants, TV) jako Michał Anioł
- 1992: Kim jest tatuś? (Leon the Pig Farmer) jako Leon Geller
- 1995: Solitaire for 2 jako Daniel Becker
- 1997: Grób Roseanny (Roseanna's Grave) jako Antonio

### Seriale TV
- 1991: Młodość Katarzyny (Young Catherine) jako hrabia Grigorij Orłow
- 1992: Maigret (Maigret and the Mad Woman) – odc. "Maigret" jako Marcel
- 1992-93: Sisters jako Simon Bolt
- 1993: Vanity Dies Hard – odc. "The Ruth Rendell Mysteries" jako Andrew Fielding
- 1994: Łowca przygód (Fortune Hunter) jako Carlton Dial
- 1995: Clair de Lune – odc. "Rik Mayall Presents" jako Terry Devane
- 1996: Więzy krwi (Kindred: The Embraced) jako Julian Luna